# Siemens S55
A Siemens S55 volt az első true color telefonok egyike a maga 256 színű kijelzőjével. 16 szólamú MID csengőhangok lejátszására képes, az MP3 formátumot még nem ismeri. A gépelést a magyar nyelvű T9-es szótár segíti, amely az SMS, az EMS és az MMS írását segíti. Java alkalmazások futtatására képes, ezáltal színes játékok is használhatók a készüléken. Az infravörös és a Bluetooth kapcsolattal a telefon bejegyzései könnyedén szinkronizálhatók a Microsoft Outlook programmal. A Siemens a telefont felső-kategóriás készülékként kezelte, mert mindazon funkciókat támogatta, amelyre egy üzletembernek szüksége lehet. A 2002 végén megjelent mobiltelefonhoz hasonló képességekkel rendelkezett az Ericsson T68 is.

## Tulajdonságok
A telefon a maga korában igen fejlettnek számított és ár/érték arányban minden vetélytársát legyőzte. A készülék háromsávos (GSM 900 / 1800 / 1900 MHz), a kijelzője 256 színű 101×80 pixeles felbontású.
A helyi adatátvitel infravörös, vagy Bluetooth kapcsolaton keresztül lehetséges, amely nem csak fájlok mozgatására használható a telefon és a számítógép, vagy egy másik telefon között, hanem lehetőséget ad a hozzá adott szoftver használatával a Microsoft Outlook naptárprogrammal való szinkronizálásra is. A szinkronizáláskor a telefonkönyvet, az üzeneteket, a naptárbejegyzéseket és az emlékeztetőket lehet a Microsoft Outlookkal összehangolni. A készülék támogatja a GPRS Class 8 szabványt is a távoli adatátvitelre.
A készülék a kiegészítő alkalmazások futtatására is lehetőséget biztosít: a beépített Java MIDP 1.0 környezet segítségével a telefonra töltött Java alkalmazásokkal (hasznos segédprogramok és játékok) bővíthető a telefon szoftverellátása. A készülékhez mellékelt CD-n igen sok Java alkalmazás található, de az internetről is sok beszerezhető. Az alkalmazások mérete maximum 50 KB lehet.
Nem rendelkezik ugyan beépített kamerával, de kiegészítőként vásárolható csatlakoztatható Quick Pic IQP-500 kamera. A kamera maximális felbontása 640×480 pixel és beépített vakuval is rendelkezik. A vakut használat előtt a telefon akkumulátoráról lehet feltölteni. A feltöltés néhány tíz másodpercig tart és igencsak megterheli az akkumulátort. Fénykép készítésekor a telefon kijelzője nem mutatja az élőképet, a kamera nézőkéjébe kukucskálva lehet a pozicionálást elvégezni. A telefonnal készített fényképek megtekinthetők a További információk Siemens S55 - Tekintélyes S cikkének végén. Sajnos a készülék 921 KB memóriája gátat szab a nagy mennyiségű fénykép készítésének.
A csengőhangok 16 szólamú MID fájlok lehetnek. A készülék még nem ismeri az MP3 formátumot. Csengőhangokat számítógépről másolhatunk a telefonra, vagy az Internetről tölthető le GPRS-en keresztül.
A készülékkel maximum 3 perc hosszúságú hangfelvétel készíthető. A felvétel minősége nem túl jó, de arra pont elegendő, ha egy beszélgetést rögzíteni kell. A készülék kihangosítható, így headset használata autóvezetés közben nem kötelező.
A naptár könnyen használható és sokat tud. Olyasmi, mint a Microsoft Outlook kicsinyített mása - talán csak ezért oldható meg a szinkronizáció ezzel az egyetlen programmal. Lehetőség van emlékeztetők felvételére, amely szinte minden tekintetben testre szabható: ismétlődés, értesítés az esemény előtt, stb.
A telefon ébresztőórája nem csak az időt, de a napokat is kezeli. Lehetőség van úgy beállítani az ébresztőórát, hogy csak hétfőtől péntekig ébresszen reggel, hétvégén pedig egyáltalán nem. Az ébresztőóra a telefon kikapcsolt állapotában is értesít.

## Gyengeségek
A készüléknek van néhány olyan tulajdonsága, amely miatt nem tehető a Siemens legjobban sikerült készülékei közé. A készülék kialakítása során az eleganciát tartották szem előtt és a strapabíróság háttérbe szorult. A telefon oldalsó gombjai (Hívásfogadás, 1-es gomb, Hívás vége, 3-as gomb) könnyen kitörhetnek. A kijelző magasságában a telefon két oldalán található gombok is hamar működésképtelenné válhatnak.
A belső memória nagyon kevés. 921 KB memória van a készülékben, de ebből az operációs rendszer nagyjából 400 KB-ot elvesz a használat során. A felhasználható 500 KB nem sok mindenre elegendő.
A beépített T9-es szótár támogatja ugyan a magyar nyelvet, de csak ékezet nélkül képes a szavak kiegészítésére.
A hozzáadott CD-n lévő Siemens Data Suit program csak a Microsoft Outlook programmal képes a telefont szinkronizálni. Egyéb operációs rendszerrel és programmal nem sikerült a szinkronizáció.

## A készülék napjainkban
Mára a készülék igencsak elavultnak számít, hiszen hiányzik belőle jó néhány olyan funkció, amelyre a mai kor emberének szüksége lehet. Ilyen például a beépített kamera videófelvételi lehetőséggel, a modern Internet böngésző, vagy a bővíthető memória. Ugyanakkor azok számára, akik csak telefonálásra, esetleg SMS-t írásra használják a készüléket, a mai napig jó és megbízható telefonnak számít.